# 藤沢本町駅

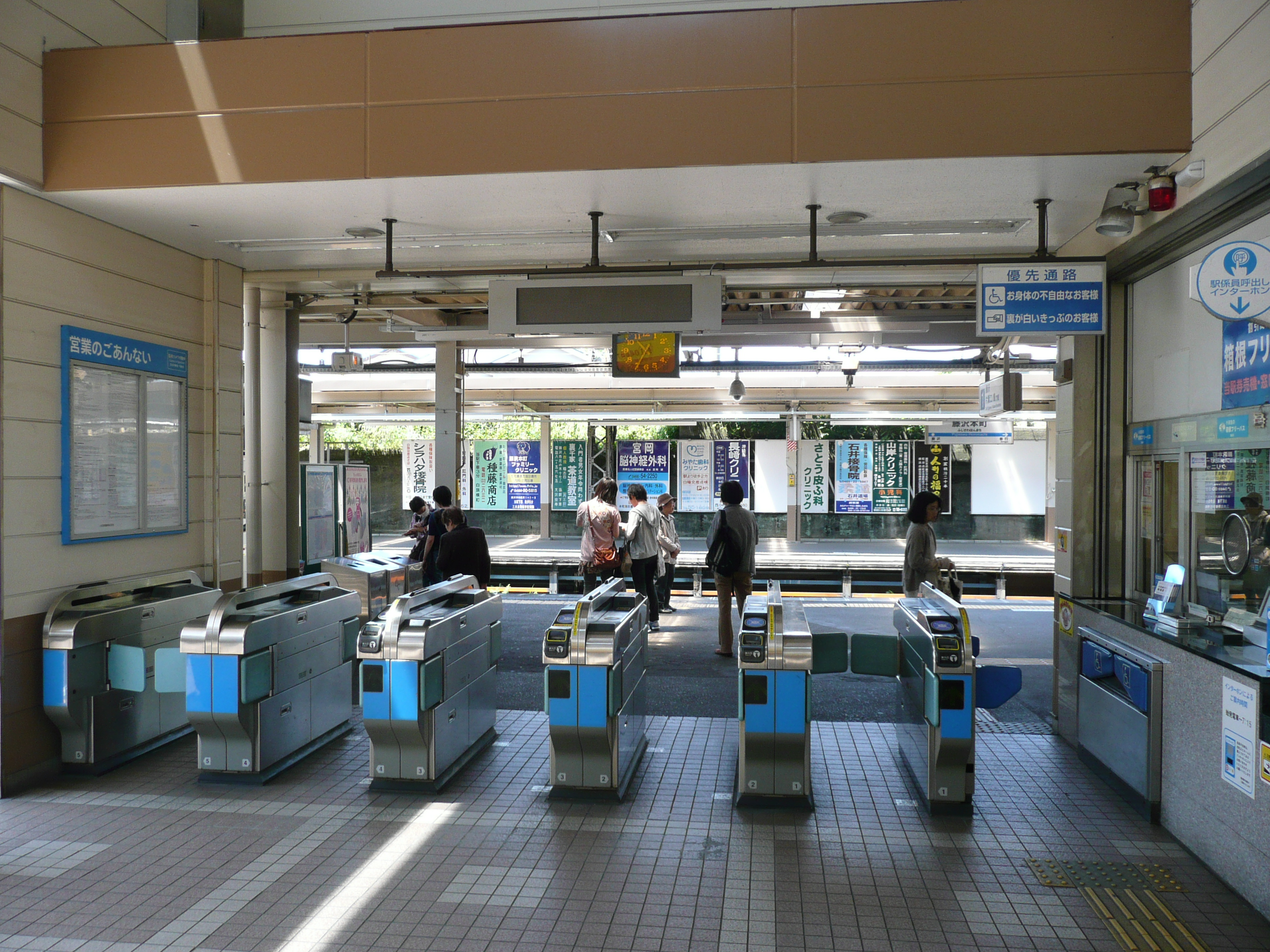
改札口（2012年5月）

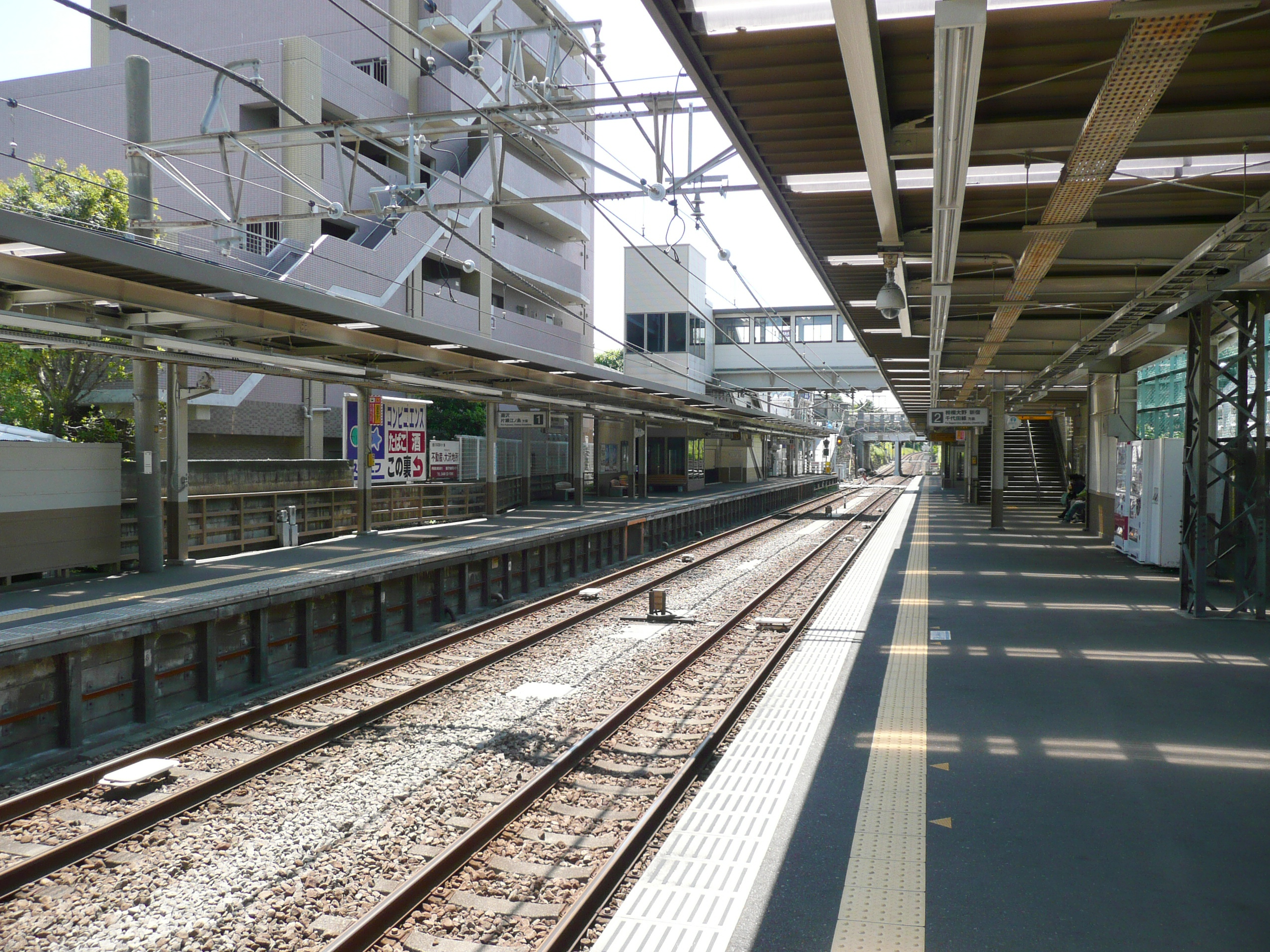
ホーム（2012年5月）

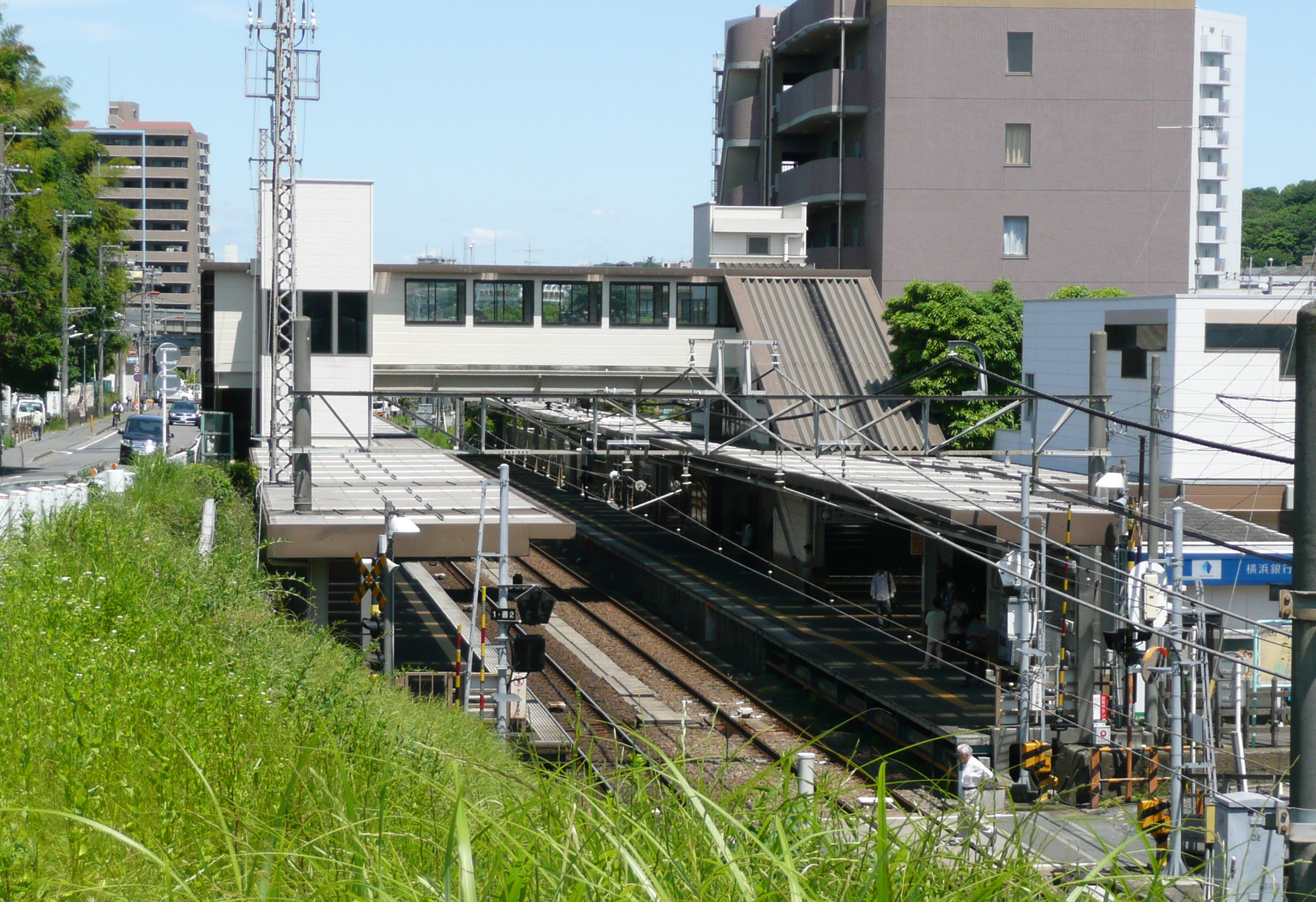
遠景。駅入口は右側にある（2012年5月）

藤沢本町駅（ふじさわほんまちえき）は、神奈川県藤沢市藤沢三丁目にある、小田急電鉄江ノ島線の駅である。駅番号はOE 12。

## 概要
藤沢駅が藤沢宿南側に離れて新設されたのに対し、当駅は藤沢宿西端、旧東海道（現・県道43号）の直ぐ北側に開設されている。
東京箱根間往復大学駅伝競走（箱根駅伝）コースが当駅近くの県道30号を通ることから、2004年（平成16年） - 2007年（平成19年）1月2・3日に「箱根駅伝応援号」が東京メトロ千代田線大手町駅 - 藤沢駅・箱根湯本駅間で運行され、藤沢行が当駅へ停車した（2006年（平成18年）以降は1月2日の往路のみ）。
なお、当駅の駅名は「ふじさわほんまち」と読むが、駅南側の住所は「ほんちょう」と読む。

## 歴史
- 1929年（昭和04年）4月1日：江ノ島線開通時に開設。「直通」の停車駅となる。なお、各停は新宿駅 - 稲田登戸駅（現・向ヶ丘遊園駅）間で運行されていた。
- 1945年（昭和20年）6月：「直通」廃止。各停が全線運行されることとなり、停車駅となる。
- 1946年（昭和21年）10月1日：準急新設、停車駅となる。
- 1991年（平成03年）9月1日：現駅舎完成、使用開始。[3]
- 2006年（平成18年）2月：連絡通路にエレベーター新設。[4]
- 2012年（平成24年）7月：行先案内表示器新設、使用開始。

## 駅構造
相対式ホーム2面2線を有する地上駅。駅舎・改札口は1番線側にあり、2番線へは跨線橋を利用する。ホーム有効長が4両までであった1970年（昭和45年）頃までは跨線橋がなく、改札口前に2番線へ渡るための構内踏切が存在した。
2012年（平成24年）7月頃に、行先案内表示装置が新設された。
改札前広場には売店「OX SHOP」が併設されていたが、現在は撤退している。

### のりば
| ホーム | 路線     | 方向 | 行先                          |
| ------ | -------- | ---- | ----------------------------- |
| 1      | 江ノ島線 | 下り | 藤沢・片瀬江ノ島方面          |
| 2      | 江ノ島線 | 上り | 相模大野・新宿・ 千代田線方面 |

## 利用状況
2024年度（令和6年度）の1日平均乗降人員は20,527人である（小田急線全70駅中46位）。
近年の1日平均乗降・乗車人員の推移は以下の通り。
| 年度               | 1日平均 乗降人員 | 1日平均 乗車人員 | 出典                |
| ------------------ | ---------------- | ---------------- | ------------------- |
| 1995年（平成07年） |                  | 9,543            | [ 神奈川県統計 1 ]  |
| 1998年（平成10年） |                  | 8,933            | [ 神奈川県統計 2 ]  |
| 1999年（平成11年） |                  | 8,951            | [ 神奈川県統計 3 ]  |
| 2000年（平成12年） |                  | 8,825            | [ 神奈川県統計 3 ]  |
| 2001年（平成13年） |                  | 8,773            | [ 神奈川県統計 4 ]  |
| 2002年（平成14年） | 17,235           | 8,724            | [ 神奈川県統計 5 ]  |
| 2003年（平成15年） | 17,855           | 9,174            | [ 神奈川県統計 6 ]  |
| 2004年（平成16年） | 18,087           | 9,276            | [ 神奈川県統計 7 ]  |
| 2005年（平成17年） | 18,328           | 9,402            | [ 神奈川県統計 8 ]  |
| 2006年（平成18年） | 19,071           | 9,784            | [ 神奈川県統計 9 ]  |
| 2007年（平成19年） | 19,898           | 10,186           | [ 神奈川県統計 10 ] |
| 2008年（平成20年） | 20,151           | 10,326           | [ 神奈川県統計 11 ] |
| 2009年（平成21年） | 20,016           | 10,243           | [ 神奈川県統計 12 ] |
| 2010年（平成22年） | 20,113           | 10,290           | [ 神奈川県統計 13 ] |
| 2011年（平成23年） | 20,282           | 10,379           | [ 神奈川県統計 14 ] |
| 2012年（平成24年） | 20,851           | 10,666           | [ 神奈川県統計 15 ] |
| 2013年（平成25年） | 21,549           | 11,010           | [ 神奈川県統計 16 ] |
| 2014年（平成26年） | 21,317           | 10,874           | [ 神奈川県統計 17 ] |
| 2015年（平成27年） | 21,838           | 11,148           | [ 神奈川県統計 18 ] |
| 2016年（平成28年） | 21,867           | 11,160           | [ 神奈川県統計 19 ] |
| 2017年（平成29年） | 21,954           | 11,200           | [ 神奈川県統計 20 ] |
| 2018年（平成30年） | 21,970           | 11,201           | [ 神奈川県統計 21 ] |
| 2019年（令和元年） | 21,694           | 11,053           | [ 神奈川県統計 22 ] |
| 2020年（令和02年） | 17,303           | 8,790            | [ 神奈川県統計 23 ] |
| 2021年（令和03年） | 18,282           | 9,313            | [ 神奈川県統計 24 ] |
| 2022年（令和04年） | 19,665           |                  |                     |
| 2023年（令和05年） | 20,230           |                  |                     |
| 2024年（令和06年） | 20,527           |                  |                     |

## 駅周辺
駅改札は西側にはなく東側1か所のみである（改札口は1番ホームの南端に1か所しかない）。そのため西側から東側へ向かうには、藤沢本町1号踏切道を利用するか、伊勢山橋を渡る県道で迂回するルートしかない。藤沢本町1号踏切道については安全面にも課題があり、踏切道改良促進法に基づき2017年に国土交通省から課題のある「改良すべき踏切道」として指定されている。
兼ねてより地元では西口側への開設を要望する声があり、藤沢市では当駅西側に並走する市道藤沢652号線改良工事の一環として無料駐輪場に代わる有料駐輪場整備、当駅舎の橋上化を含め検討が進められていた。しかし、橋上化の計画については、現地の道路の構造上、道路勾配が急になることから地上西口改札の整備が検討されることとなった。
藤沢市では2013年から地元自治会らと検討会議を設けて検討が行われ、2023年10月に小田急電鉄と踏切道改良に関する基本協定を締結した。藤沢市の計画では藤沢本町1号踏切道を廃止して2032年度までに東西自由通路を整備することとしている。

### 駅周辺の変遷

#### 戦前
当駅開設当時は旧藤沢宿から藤沢駅周辺へと商業の中心が変わりつつあった。当駅の位置は町外れではあるが、旧東海道である国道1号に面し、国道467号線の前身である滝山街道（八王子街道、八王子道とも）、厚木往還（厚木道とも）が分岐する要衝でもあった。
開業前から旧制湘南中学（現・湘南高校）が存在してはいたが、街道沿いから少し外れると人家もまばらで、駅北部の白旗川沿いは水田が広がっていた。

#### 戦後
日中戦争時期に日本精工工場進出、大戦末期に藤沢飛行場建設といった変化はあったものの、街道沿い以外は戦後しばらく、田園が広がる状態が続く。神武景気の頃より南側から宅地化が進行し、当駅を飲み込む。1960年（昭和35年）には善行駅が新設され、北側からも宅地化が進む。1963年（昭和38年）に当駅北側をかすめるように藤沢バイパスが開通し、当駅付近の一級国道1号（旧東海道）は県道43号へ格下げとなる。1966年（昭和41年）に善行団地が完成する頃まで駅間の水田がほとんど残っていたが、1970年代に入って間もなく長銀による分譲住宅開発で姿を消した。1975年頃には現在に近い街並みとなる。

### 主な施設
- 白旗神社
- 真源寺
- 三菱電機寮 - 一部の棟はスターハウス構造を持つ
- 伊勢山
- 藤沢御殿跡
- 北向地蔵（藤沢市）
- 神奈川県立湘南高等学校
- 神奈川県立藤沢清流高等学校
- 藤嶺学園藤沢中学校・高等学校
- 聖園女学院中学校・高等学校
- 藤沢市消防局 南消防署本町出張所
- 藤沢市民病院
- 石名坂温水プール
- 藤沢台町郵便局
- 藤沢本町郵便局
- 国道1号（藤沢バイパス）
- 国道467号

### 主な本社・事業所
- オートフレックス工業：本社・藤沢工場
- 関東航空計器：本社・藤沢工場
- 日本精工藤沢工場・技術センター
- メルシャン：藤沢工場（ワイン生産量で国内第一位）[16]
- やまか：本社・本町店

## 路線バス
いずれの系統も台町バス停が最寄となるが、藤沢駅北口を出発し県道43号線交差点で右折、市道藤沢652号線藤沢石川線を北上する系統に限りロータリーに乗り入れる。その逆方向となる藤沢駅へ向かう系統を含め、他は全て県道43号線上の停留所を使用する。
- 神奈川中央交通「台町」バス停
  - 藤07・藤08系統：茅ケ崎駅行
  - 藤09・藤10系統：辻堂駅北口行
  - 藤12・藤13系統：駒寄経由湘南ライフタウン行
  - 藤34系統：一色上経由湘南台駅西口行
  - 藤35・藤45系統：荏原工業団地行
  - 藤36・藤46系統：善行駅行
  - 藤38系統：老人センター行
  - 藤39系統：大辻経由湘南台駅西口行
  - 藤40系統：大辻経由湘南ライフタウン行
  - 藤34・藤35・藤36・藤38系統：藤沢駅北口行
  - 藤07・藤09・藤12・藤34・藤35・藤36・藤39・藤40系統：南仲通り経由藤沢駅北口行
  - 藤08・藤10・藤13・藤45・藤46系統：藤沢市民病院経由藤沢駅北口行

## 当駅を舞台とした作品
- 『君の名は』1953年 - 1954年、映画。駒場本町駅としてロケーション撮影が行われた。

## 隣の駅
小田急電鉄
 江ノ島線

■快速急行・■急行
通過
■各駅停車
善行駅 (OE 11) - 藤沢本町駅 (OE 12) - 藤沢駅 (OE 13)